# Baltora
Baltora is een plaats in de gemeente Norrtälje in het landschap Uppland en de provincie Stockholms län in Zweden. De plaats heeft 83 inwoners (2005) en een oppervlakte van 78 hectare. De plaats ligt aan het Björknäsfjärden een inham van de Oostzee. De directe omgeving van Baltora bestaat voornamelijk uit bos en landbouwgrond en net ten zuiden van het dorp loopt de Europese weg 18. De stad Norrtälje ligt ongeveer tien kilometer ten westen van Baltora.